# Сьенфуэгос, Маурисио
Хосе Маурисио Сьенфуэгос (исп. José Mauricio Cienfuegos; родился 12 февраля 1968 года в Сан-Сальвадоре, Сальвадор) — сальвадорский футболист. Играл на позиции полузащитника в различных сальвадорских и мексиканских клубах, а также в американском «Лос-Анджелес Гэлакси», где провёл восемь сезонов и был одним из ведущих игроков этой команды. Являлся игроком национальной сборной Сальвадора, за которую провёл 68 матчей.
В настоящее время работает футбольным тренером. Тренировал сальвадорскую «Нехапу» в 2008 году. С 2011 года работает в академии клуба «Лос-Анджелес Гэлакси».

## Клубная карьера
Сьенфуэгос начинал свою карьеру в сальвадоских командах «Расинг Хуниор» и Сояпанго, после чего в 1988 году перешёл в более именитый местный «Луис Анхель Фирпо», в составе которого трижды становился чемпионом страны. В 1991 году он перебрался в Мексику, где выступал за «Морелию», а с 1992 года — за «Сантос Лагуну». Оказавшись недовольным своим местом в «Сантос Лагуне», Сьенфуэгос решает попробовать свои силы в Европе. Он был близок к подписанию контракта с испанским клубом «Лерида», новичком испанской Примеры в сезоне 1993/94. Но в итоге Сьенфуэгос вернулся в Сальвадор, где продолжил играть за «Луис Анхель Фирпо».
В 1996 году он подписал контракт с клубом MLS «Лос-Анджелес Гэлакси», где провёл 8 сезонов и стал одним из лучших плеймейкеров лиги. Сьенфуэгос неоднократно принимал участие в матчах всех звёзд лиги, трижды входил в число 11 лучших игроков года MLS.

## Международная карьера
Сьенфуэгос дебютировал в составе сборной Сальвадора в 1987 году. За 16 лет он провёл 68 игр за национальную команду и забил 8 мячей. Сьенфуэгос представлял свою страну в 32 матчах отборочных турниров Чемпионата мира, выступал на Кубке наций Центральной Америки 1995 и двух Золотых кубках КОНКАКАФ (1996, 1998).
Последний раз за сборную Сальвадора он сыграл в июле 2003 годах в товарищеском матче против сборной Мексики, проходившем на стадионе Стабхаб Сентер в штате Калифорния (США).

### Голы за сборную Сальвадора
| # | Дата             | Место                                 | Соперник           | Счёт | Итог | Соревнование                         |
| - | ---------------- | ------------------------------------- | ------------------ | ---- | ---- | ------------------------------------ |
| 1 | 23 июля 1992     | Кускатлан, Сан-Сальвадор, Сальвадор   | Никарагуа          | 2:0  | 5:1  | Квалификация Чемпионата мира 1994    |
| 2 | 1 ноября 1992    | Кускатлан, Сан-Сальвадор, Сальвадор   | Бермудские Острова | 3:0  | 4:1  | Квалификация Чемпионата мира 1994    |
| 3 | 23 марта 1993    | Кускатлан, Сан-Сальвадор, Сальвадор   | США                | 2:2  | 2:2  | Товарищеский матч                    |
| 4 | 29 ноября 1995   | Оскар Китеньо, Санта-Ана, Сальвадор   | Белиз              | 1:0  | 3:0  | Кубок наций Центральной Америки 1995 |
| 5 | 3 декабря 1995   | Флор Бланка, Сан-Сальвадор, Сальвадор | Коста-Рика         | 2:1  | 2:1  | Кубок наций Центральной Америки 1995 |
| 6 | 8 сентября 1996  | Кускатлан, Сан-Сальвадор, Сальвадор   | Куба               | 5:0  | 5:0  | Квалификация Чемпионата мира 1998    |
| 7 | 14 сентября 1997 | Кускатлан, Сан-Сальвадор, Сальвадор   | Канада             | 3:1  | 4:1  | Квалификация Чемпионата мира 1998    |
| 8 | 16 июля 2000     | Кускатлан, Сан-Сальвадор, Сальвадор   | Гондурас           | 2:5  | 2:5  | Квалификация Чемпионата мира 2002    |

## Достижения

### В качестве игрока
- Луис Анхель Фирпо
  - Чемпион Сальвадора (3): 1988/89, 1990/91, 1991/92
- Лос-Анджелес Гэлакси:
  - Обладатель Кубка чемпионов КОНКАКАФ (1): 2000
    - Финалист Кубка чемпионов КОНКАКАФ (1): 1997

  - Обладатель Кубка MLS (1): 2002
  - Обладатель MLS Supporters’ Shield (2): 1998, 2002
  - Лучшие 11 игроков года MLS (3): 1996, 1998, 1999
  - Обладатель Открытого кубка США (1): 2001

## Личная жизнь
Сьенфуэгос проживает с женой и тремя детьми в долине Сан-Габриель, штат Калифорния.